# Skånsk spettkaka
Lo Skånsk spettkaka IGP è un dolce tipico della Scania in Svezia.
Nel luglio 2000, a livello europeo, lo  Skånsk spettkaka  è stato riconosciuto il marchio indicazione geografica protetta (IGP).

## Preparazione
La preparazione è manuale e richiede molto lavoro. Gli ingredienti sono uova fresche, zucchero e fecola di patate che vengono mescolati fino ad ottenere un impasto fluido, a nastro: poi, questo impasto è cotto allo spiedo su un cono metallico. E una volta perfettamente cotto, il dolce – che presenta un colore marroncino chiaro - viene ricoperto tutto intorno, ad intervalli regolari, di una glassa di zucchero bianca e/o rosa.
Di forma conica più o meno alta, lo spettkaka può a volte raggiungere il metro d'altezza. La sua consistenza è friabile ma compatta, gustosa, con un buon aroma e un retrogusto gradevole.
Il prodotto è commercializzato intero (sotto cellophane) o in tranci adeguatamente confezionati.

## Galleria d'immagini

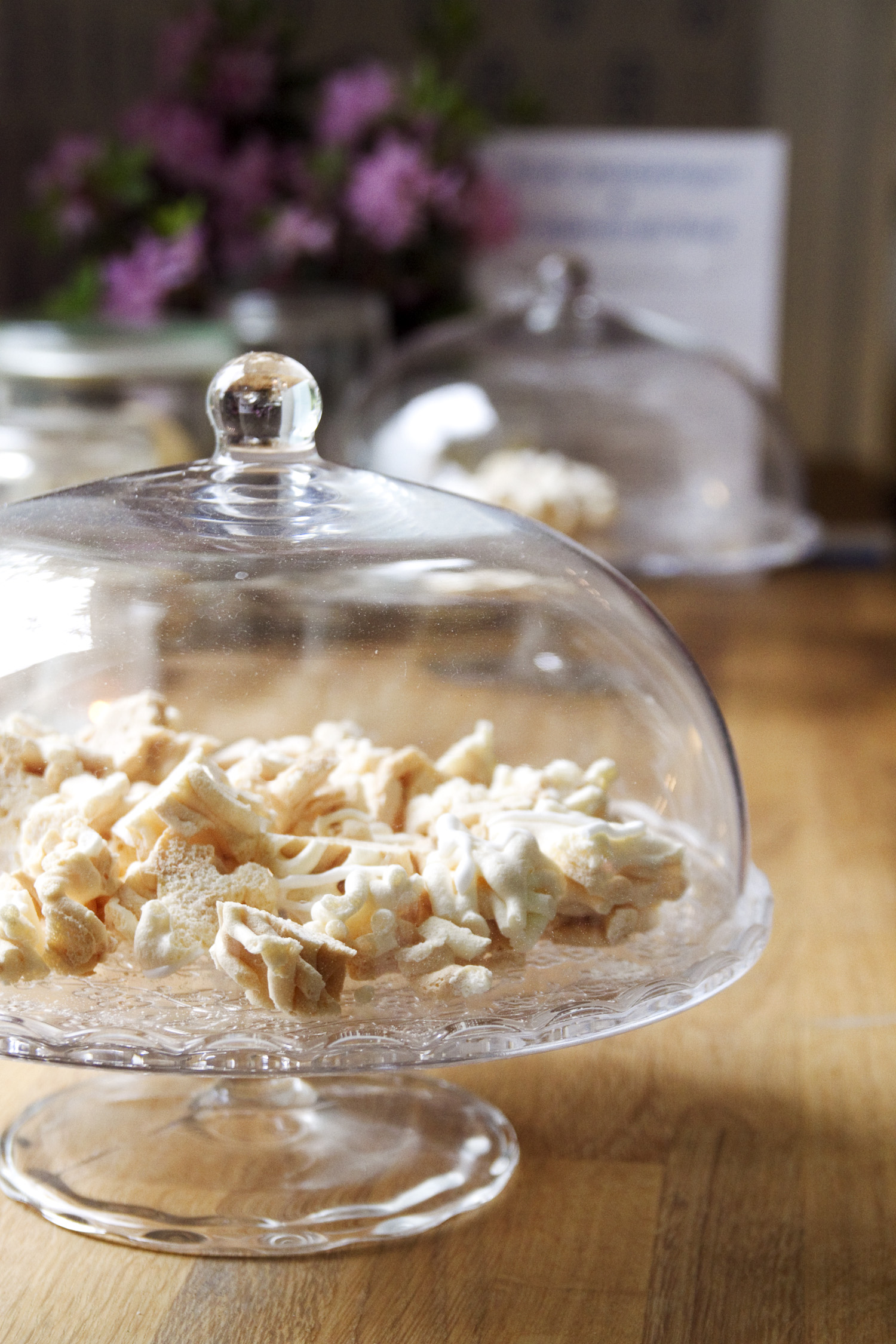
Pezzi di spettkaka
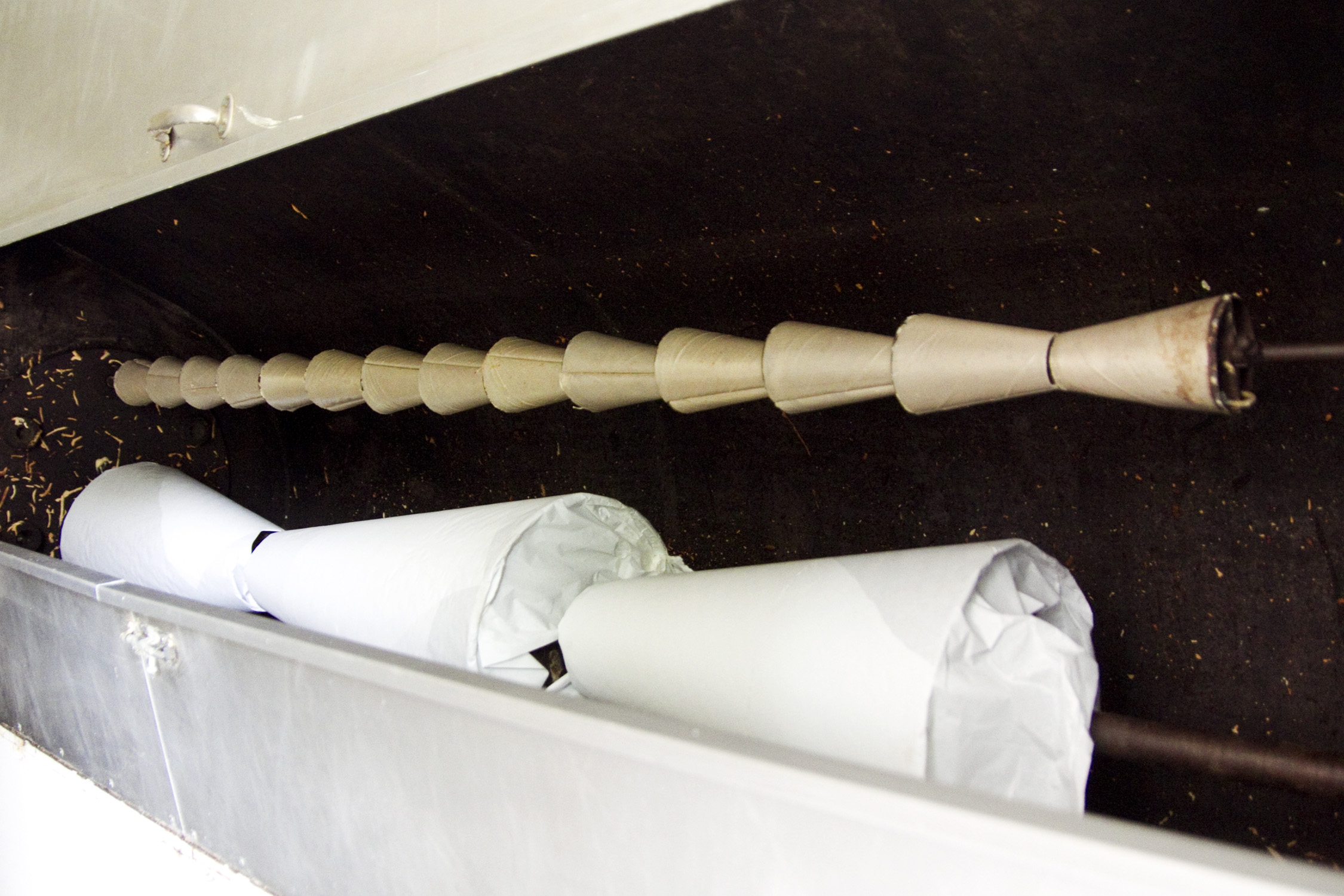
Forno per i dolci